# منتصر حمادة
منتصر حمادة، باحث وكاتب مغربي. ولد في المغرب وشارك في ندوات علمية داخل وخارج المغرب، وصدرت له العديد من الدراسات والمؤلفات الفكرية.

## السيرة الذاتية
ولد الباحث والكاتب المغربي منتصر حمادة في المغرب وشارك في ندوات علمية داخل وخارج المغرب، وصدرت له العديد من الدراسات والمؤلفات الفكرية. هو باحث في الشأن الديني ومن أعماله: «في نقد خطاب 11 سبتمبر» و«الإسلاميون المغاربة واللعبة السياسية».هو
منسق تقرير «حالة الدين والتدين في المغرب»، الصادر عن مركز المغرب الأقصى للدراسات والأبحاث. الرباط، ورئيس تحرير مجلة «أفكار».

## أعمال الكاتب[6]
- في نقد العقل السلفي، [7]
- في نقد تنظيم القاعدة، دار العربية للعلوم ناشرون، 2010.[8]
- في نقد تنظيم 'القاعدة' مساهمة ي دحض أطروحات الحركات الإسلامية 'الجهادية'، 2017.[9]
- الخطاب الوعظي المعاصر: مساهمة في نقد ظاهرة الدعاة الجدد، 2019.[10]
- في نقد خطاب 11 سبتمبر.
- الإسلاميون المغاربة واللعبة السياسية
- قراءة في نقد الحركات الإسلامية
- المسلمون وسؤال تنظيم القاعدة
- في نقد تنظيم القاعدة: مساهمة في دحض أطروحات الحركات الإسلامية الجهادية.
- زمن الصراع على الإسلام، 2011.
- لوهابية في المغرب، 2012.
- في نقد العقل السلفي: السلفية الوهابية في المغرب نموذجاً، 2014.